# گرگوریو آلگری

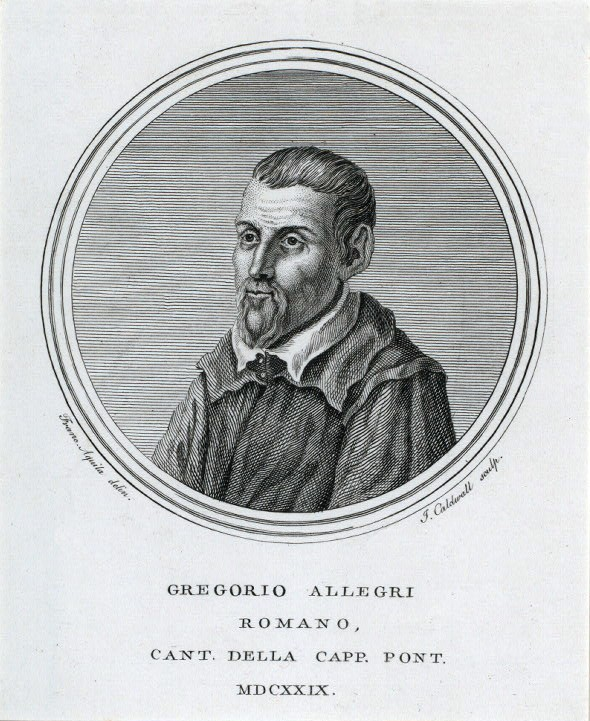

گرگوریو آلگری (به ایتالیایی: Gregorio Allegri) ‏(۱۵۸۲ - فوریه ۱۶۵۲) کشیش و از آهنگسازان شهیر ایتالیا و مصنف مزمور "رحم کن!"(Miserere) است.
وی در سال ۱۵۸۲ میلادی در شهر رم به دنیا آمد و در سال ۱۶۵۲ میلادی چشم از جهان فرو بست.